# La Toussuire

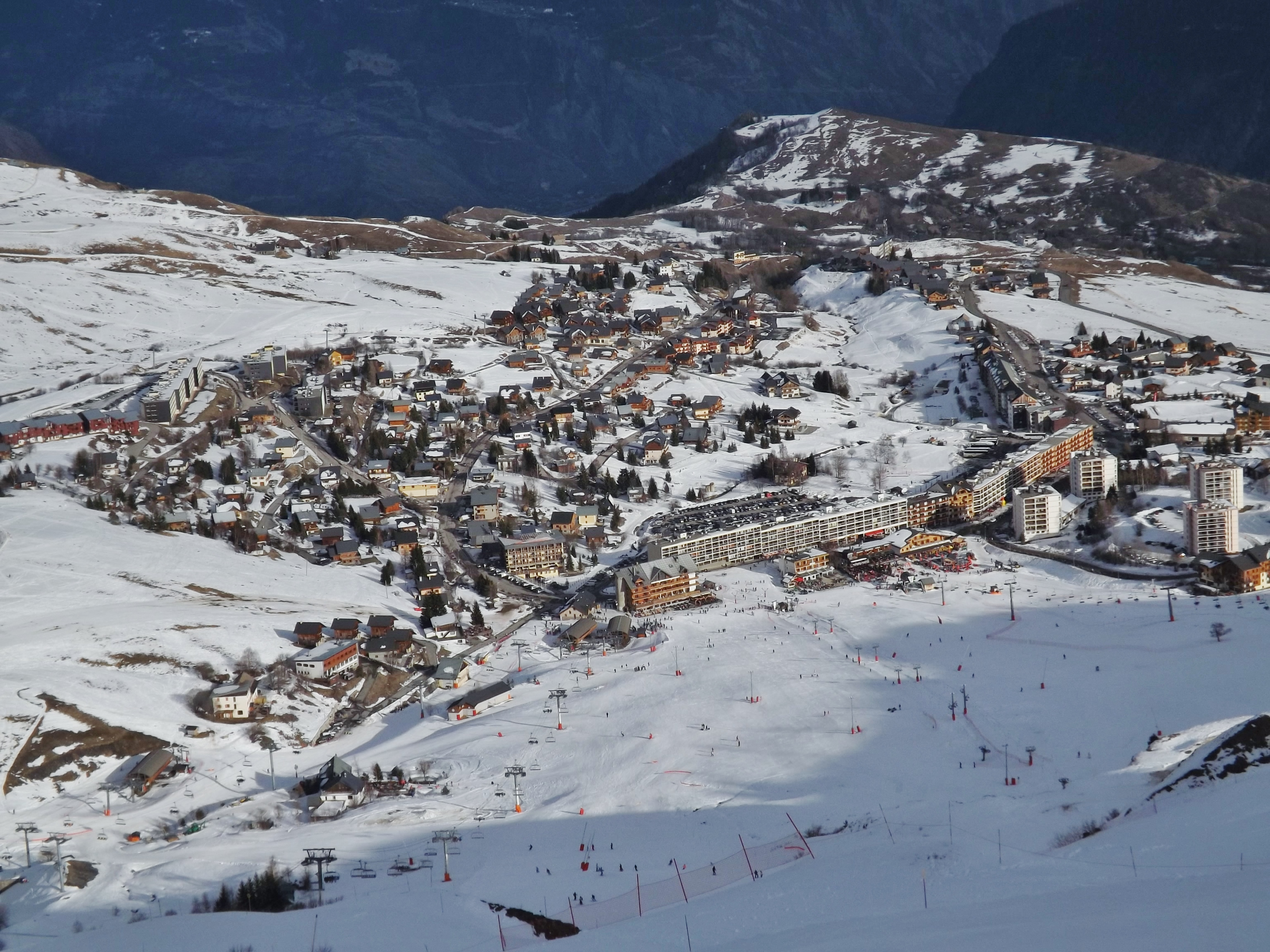
La station vue depuis les pistes, en hiver.

La Toussuire est une station de sports d'hiver du massif d'Arvan-Villards, située sur le territoire communal de Fontcouverte-la-Toussuire, dans le département de la Savoie en région Auvergne-Rhône-Alpes. Le domaine skiable est relié au grand domaine de Maurienne, Les Sybelles.

## Géographie

### Localisation
La Toussuire est situé sur les hauteurs du ruisseau de l'Edioulaz, sous-affluent du Merderel, affluent de l'Arvan. La station est surplombée par la « Tête de Bellard » (2 225 m), et la « Pierre du Turc » (2 305 m).
| Saint-Colomban-des-Villards |                      | Jarrier      |
|                             | La Toussuire         | Fontcouverte |
|                             | Saint-Sorlin-d'Arves | Le Corbier   |

### Accès à la station
L'accès à la station s'effectue par la route départementale D78, depuis le village de Fontcouverte, dans la vallée de l'Arvan.

## Toponymie
La Toussuire est un hameau de l'ancienne commune de Foncouverte, devenue Fontcouverte-la-Toussuire depuis 1987.
Ce hameau se retrouve dès 1579 sous la forme Tochière.

## Histoire
La station voit le jour à partir de 1923, année où s'y déroule son premier concours officiel de ski. En 1937, elle est équipée d'un premier téléski à Comborsière, en 1947 le court téléski des plans est installé au centre de la station. La Toussuire se développe surtout à partir des années 1950. Le premier téléski d'envergure de la grande Verdette sera achevé en 1953. 
En 1985 deux télésièges la relient au Corbier, station voisine ; le domaine « Grand Large » est créé. Depuis 2003, elle est intégrée au sein du domaine skiable des Sybelles.

## La station

### Promotion et positionnement
La Toussuire est une station de sports d'hiver de Maurienne établie à 1 750 mètres d'altitude avec un vaste domaine praticable en été et en hiver. 

### Hébergement et restauration
En 2014, la capacité d'accueil de la station, estimée par l'organisme Savoie Mont Blanc, est de 13 239 lits touristiques répartis dans 1 851 établissements. Les hébergements se répartissent comme suit : 265 meublés ; 10 résidences de tourisme ; 7 hôtels ; 1 structure d'hôtellerie de plein air et 6 villages de vacances / maisons familiales.

## Domaine skiable et gestion

### Le domaine
La Toussuire est l'une des six stations de ski du grand domaine skiable des Sybelles (300 km de pistes). Elle est reliée d'un côté à Saint-Colomban-des-Villards et aux Bottières et de l'autre au Corbier, Saint-Jean-d'Arves et Saint-Sorlin-d'Arves.
La station possède également un domaine nordique de ski de fond.

## Sport et compétitions

### Sports d'hiver
- Jean-Pierre Vidal, champion olympique de ski en 2002 à Salt Lake City ; il est propriétaire d'une boutique de sport dans la station.

### Cyclisme
La station de La Toussuire a accueilli à trois reprises une arrivée d'étape du Tour de France :
| Édition | Étape                                              | Kilométrage | Vainqueur de l'étape |
| ------- | -------------------------------------------------- | ----------- | -------------------- |
| 2006    | 16e étape (Le Bourg-d'Oisans - La Toussuire)       | 182         | Michael Rasmussen    |
| 2012    | 11e étape (Albertville - La Toussuire)             | 148         | Pierre Rolland       |
| 2015    | 19e étape (Saint-Jean-de-Maurienne - La Toussuire) | 138         | Vincenzo Nibali      |